# Hammersmith Odeon (album)
Albums de Frank Zappa
Congress Shall Make No Law...
(2010) Feeding The Monkies At Ma Maison
(2011)
Hammersmith Odeon est un album posthume de Frank Zappa. Il s'agit d'un coffret de trois CD regroupant des titres joués en 1978 au Hammersmith Odeon à Londres.

## Liste de titres

### Disque 1
1. Purple Lagoon — 2 min 18 s
2. Dancin’ Fool — 3 min 43 s
3. Peaches En Regalia — 2 min 36 s
4. The Torture Never Stops — 13 min 52 s
5. Tryin’ To Grow A Chin — 3 min 37 s
6. City Of Tiny Lites — 7 min 02 s
7. Baby Snakes — 1 min 54 s
8. A Pound For A Brown — 20 min 39 s

### Disque 2
1. I Have Been In You — 13 min 55 s
2. Flakes — 6 min 39 s
3. Broken Hearts Are For Assholes — 3 min 54 s
4. Punky’s Whips — 10 min 26 s
5. Titties & Beer — 4 min 49 s
6. Audience Participation — 3 min 32 s
7. Black Page #2 — 2 min 49 s
8. Jones Crusher — 3 min 01 s
9. The Little House I Used To Live In — 7 min 13 s

### Disque 3
1. Dong Work For Yuda — 2 min 56 s
2. Bobby Brown — 4 min 54 s
3. Envelopes — 2 min 16 s
4. Terry Firma — 4 min 10 s
5. Disco Boy — 6 min 43 s
6. King Kong — 10 min 10 s
7. Watermelon In Easter Hay (prequel) — 3 min 56 s
8. Dinah Moe Humm — 6 min 10 s
9. Camarillo Brillo — 3 min 23 s
10. Muffin Man — 6 min 18 s
11. Black Napkins — 5 min 16 s
12. San Ber’dino — 5 min 54 s

## Musiciens
- Frank Zappa : guitare, chant
- Adrian Belew : guitare, chant
- Patrick O'Hearn : basse
- Terry Bozzio : batterie
- Ed Mann : percussions
- Tommy Mars : claviers, chant
- Peter Wolf : claviers, chant

## Production
- Production : Gail Zappa & Joe Travers
- Ingénierie : Peter Henderson, Frank Filipetti
- Direction musicale : Frank Zappa
- Conception pochette, direction artistique : Gail Zappa
- Graphisme pochette : Michael Mesker
- Photos : Paweł Ryżko